# 科扎省
9°32′N 1°11′E / 9.533°N 1.183°E

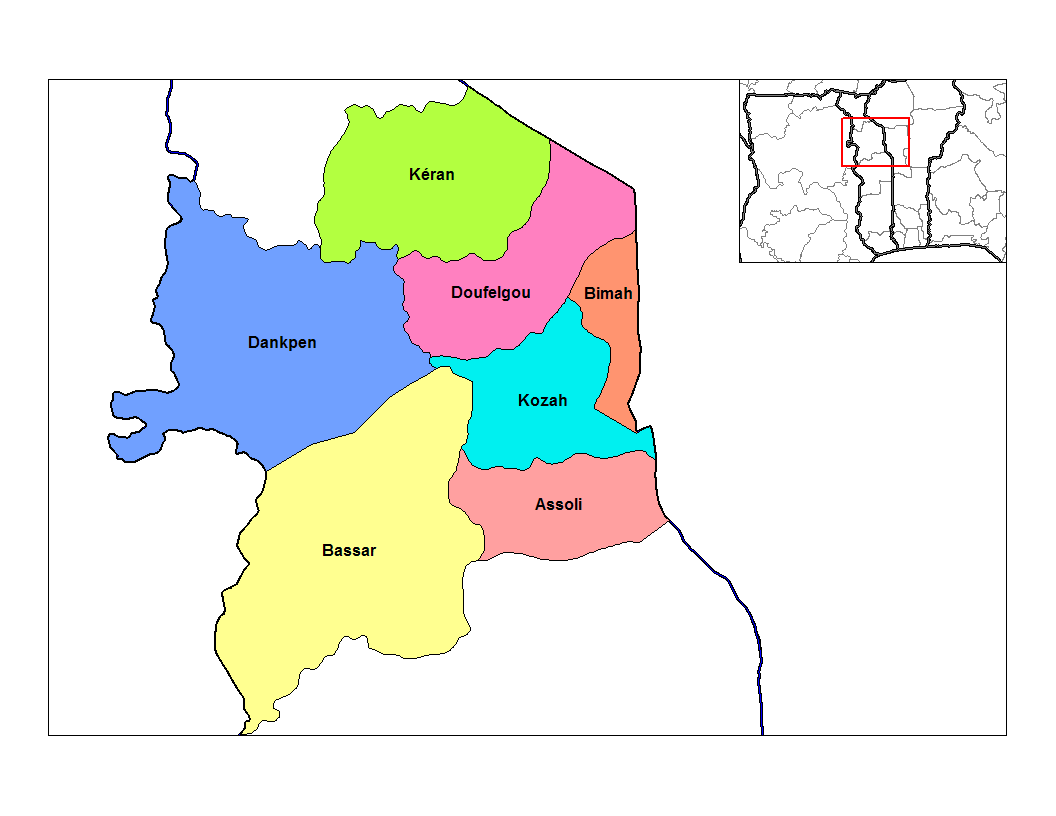

科扎省（Kozah Prefecture），是多哥的30個省份之一，位於該國中北部，由卡拉區負責管轄，首府設於卡拉，面積1,075平方公里，2010年人口225,259，人口密度每平方公里209.5人。